# Eleições europeias de 2009 em Vila Nova de Famalicão

## Resultados Oficiais
| Partido                 | Partido                        | Votos   | %               | +/-   |
| ----------------------- | ------------------------------ | ------- | --------------- | ----- |
|                         | Partido Socialista             | 15 222  | 30,75 / 100,00  | 18,00 |
|                         | Partido Social Democrata       | 14 987  | 30,27 / 100,00  | -     |
|                         | Partido Popular                | 8 268   | 16,70 / 100,00  | -     |
|                         | Bloco de Esquerda              | 3 857   | 7,79 / 100,00   | 4,93  |
|                         | Coligação Democrática Unitária | 2 878   | 5,81 / 100,00   | 1,42  |
|                         | Outros                         | 1 760   | 3,55 / 100,00   |       |
| Votos Inválidos         | Votos Inválidos                | 2 538   | 5,13 / 100,00   | 2,19  |
| Total                   | Total                          | 49 510  | 100,00 / 100,00 |       |
| Eleitorado/Participação | Eleitorado/Participação        | 115 818 | 42,75 / 100,00  | 0,31  |
| Fonte                   | Fonte                          | [ 1 ]   | [ 1 ]           | [ 1 ] |

## Resultados por Freguesia
Os resultados seguintes referem-se aos partidos que obtiveram mais de 1,00% dos votos:
| Freguesia              | %     | %     | %     | %     | %     | Votantes |
| Freguesia              | PS    | PSD   | PP    | BE    | CDU   | Votantes |
| ---------------------- | ----- | ----- | ----- | ----- | ----- | -------- |
| Abade de Vermoim       | 38,17 | 27,48 | 15,27 | 6,87  | 4,58  | 131      |
| Antas                  | 27,76 | 31,44 | 19,48 | 7,66  | 4,99  | 2 064    |
| Arnoso Santa Eulália   | 29,04 | 28,60 | 11,35 | 7,64  | 14,63 | 458      |
| Arnoso Santa Maria     | 30,93 | 35,89 | 17,57 | 4,20  | 3,15  | 666      |
| Avidos                 | 30,85 | 34,85 | 14,05 | 6,75  | 3,86  | 726      |
| Bairro                 | 32,05 | 37,75 | 9,62  | 7,62  | 6,66  | 1 351    |
| Bente                  | 28,28 | 51,93 | 8,74  | 3,34  | 3,08  | 389      |
| Brufe                  | 36,36 | 27,16 | 16,65 | 5,48  | 6,02  | 913      |
| Cabeçudos              | 33,41 | 30,51 | 16,48 | 6,90  | 4,45  | 449      |
| Calendário             | 30,90 | 23,64 | 18,62 | 9,80  | 7,41  | 3 980    |
| Carreira               | 40,23 | 26,97 | 12,10 | 7,29  | 7,58  | 686      |
| Castelões              | 36,88 | 26,69 | 14,99 | 7,35  | 6,45  | 667      |
| Cavalões               | 22,22 | 42,75 | 18,08 | 4,90  | 3,01  | 531      |
| Cruz                   | 31,15 | 31,02 | 14,54 | 8,24  | 3,99  | 777      |
| Delães                 | 44,50 | 20,09 | 9,04  | 9,51  | 7,89  | 1 483    |
| Esmeriz                | 22,74 | 39,68 | 18,05 | 7,17  | 3,96  | 809      |
| Fradelos               | 28,32 | 40,59 | 16,22 | 5,38  | 1,88  | 1 116    |
| Gavião                 | 34,20 | 27,97 | 16,03 | 8,11  | 4,41  | 1 541    |
| Gondifelos             | 23,95 | 35,38 | 25,03 | 4,81  | 2,53  | 831      |
| Jesufrei               | 25,09 | 29,39 | 17,92 | 6,81  | 6,45  | 279      |
| Joane                  | 29,00 | 23,00 | 29,19 | 6,56  | 5,08  | 3 231    |
| Lagoa                  | 33,08 | 32,08 | 12,78 | 6,27  | 6,52  | 399      |
| Landim                 | 37,54 | 30,13 | 14,61 | 6,11  | 3,40  | 999      |
| Lemenhe                | 34,17 | 25,36 | 18,35 | 9,35  | 4,14  | 556      |
| Louro                  | 32,04 | 30,96 | 17,48 | 4,85  | 3,56  | 927      |
| Lousado                | 34,65 | 27,60 | 11,63 | 10,54 | 5,74  | 1 290    |
| Mogege                 | 32,21 | 27,50 | 18,82 | 7,35  | 6,32  | 680      |
| Mouquim                | 21,63 | 41,13 | 21,45 | 6,03  | 3,01  | 564      |
| Nine                   | 31,94 | 33,84 | 14,26 | 8,17  | 3,71  | 1 052    |
| Novais                 | 41,94 | 23,73 | 7,60  | 12,67 | 5,30  | 434      |
| Oliveira Santa Maria   | 32,69 | 28,38 | 9,88  | 12,85 | 7,36  | 1 346    |
| Oliveira São Mateus    | 34,38 | 24,22 | 10,85 | 7,73  | 13,80 | 1 152    |
| Outiz                  | 24,31 | 37,54 | 18,46 | 5,54  | 5,23  | 325      |
| Pedome                 | 37,41 | 22,43 | 8,01  | 9,50  | 13,96 | 874      |
| Portela                | 30,52 | 24,90 | 20,08 | 5,62  | 5,62  | 249      |
| Pousada de Saramagos   | 36,87 | 23,13 | 17,32 | 8,60  | 6,82  | 895      |
| Requião                | 27,09 | 33,36 | 19,50 | 7,83  | 4,39  | 1 277    |
| Riba de Ave            | 33,51 | 25,87 | 7,18  | 12,80 | 14,50 | 1 531    |
| Ribeirão               | 23,71 | 42,62 | 14,83 | 6,19  | 2,99  | 2 940    |
| Ruivães                | 46,93 | 21,78 | 11,19 | 6,26  | 5,42  | 831      |
| Seide São Miguel       | 29,10 | 32,82 | 17,72 | 7,88  | 2,63  | 457      |
| Seide São Paio         | 26,25 | 27,50 | 25,00 | 9,38  | 3,75  | 160      |
| Sezures                | 20,16 | 27,13 | 13,57 | 9,30  | 19,38 | 258      |
| Telhado                | 30,28 | 31,65 | 19,88 | 4,74  | 4,28  | 654      |
| Vale São Cosme         | 24,43 | 33,98 | 21,63 | 5,52  | 4,82  | 1 142    |
| Vale São Martinho      | 27,16 | 30,33 | 20,10 | 6,46  | 3,29  | 821      |
| Vermoim                | 32,78 | 30,76 | 14,20 | 7,89  | 6,49  | 1 141    |
| Vila Nova de Famalicão | 23,96 | 30,92 | 21,96 | 9,36  | 4,67  | 3 001    |
| Vilarinho das Cambas   | 19,29 | 43,19 | 20,96 | 5,45  | 2,31  | 477      |
| Vila Nova de Famalicão | 30,75 | 30,27 | 16,70 | 7,79  | 5,81  | 49 510   |

#### Abade de Vermoim
| Partido                 | Partido                        | Votos | %               | +/-   |
| ----------------------- | ------------------------------ | ----- | --------------- | ----- |
|                         | Partido Socialista             | 50    | 38,17 / 100,00  | 22,17 |
|                         | Partido Social Democrata       | 36    | 27,48 / 100,00  | -     |
|                         | Partido Popular                | 20    | 15,27 / 100,00  | -     |
|                         | Bloco de Esquerda              | 9     | 6,87 / 100,00   | 4,28  |
|                         | Coligação Democrática Unitária | 6     | 4,58 / 100,00   | 0,59  |
|                         | PCTP/MRPP                      | 2     | 1,53 / 100,00   | 1,06  |
|                         | Outros                         | 1     | 0,76 / 100,00   |       |
| Votos Inválidos         | Votos Inválidos                | 7     | 5,34 / 100,00   | 3,62  |
| Total                   | Total                          | 131   | 100,00 / 100,00 |       |
| Eleitorado/Participação | Eleitorado/Participação        | 337   | 38,87 / 100,00  | 2,39  |

#### Antas
| Partido                 | Partido                        | Votos | %               | +/-   |
| ----------------------- | ------------------------------ | ----- | --------------- | ----- |
|                         | Partido Social Democrata       | 649   | 31,44 / 100,00  | -     |
|                         | Partido Socialista             | 573   | 27,76 / 100,00  | 15,42 |
|                         | Partido Popular                | 402   | 19,48 / 100,00  | -     |
|                         | Bloco de Esquerda              | 158   | 7,66 / 100,00   | 3,58  |
|                         | Coligação Democrática Unitária | 103   | 4,99 / 100,00   | 0,56  |
|                         | Outros                         | 62    | 3,00 / 100,00   |       |
| Votos Inválidos         | Votos Inválidos                | 117   | 5,67 / 100,00   | 3,05  |
| Total                   | Total                          | 2 064 | 100,00 / 100,00 |       |
| Eleitorado/Participação | Eleitorado/Participação        | 4 610 | 44,77 / 100,00  | 2,40  |

#### Arnoso Santa Eulália
| Partido                 | Partido                        | Votos | %               | +/-   |
| ----------------------- | ------------------------------ | ----- | --------------- | ----- |
|                         | Partido Socialista             | 133   | 29,04 / 100,00  | 20,06 |
|                         | Partido Social Democrata       | 131   | 28,60 / 100,00  | -     |
|                         | Coligação Democrática Unitária | 67    | 14,63 / 100,00  | 3,14  |
|                         | Partido Popular                | 52    | 11,35 / 100,00  | -     |
|                         | Bloco de Esquerda              | 35    | 7,64 / 100,00   | 3,59  |
|                         | PCTP/MRPP                      | 9     | 1,97 / 100,00   | 1,52  |
|                         | Outros                         | 10    | 2,20 / 100,00   |       |
| Votos Inválidos         | Votos Inválidos                | 21    | 4,59 / 100,00   | 2,11  |
| Total                   | Total                          | 458   | 100,00 / 100,00 |       |
| Eleitorado/Participação | Eleitorado/Participação        | 1 080 | 42,41 / 100,00  | 3,60  |

#### Arnoso Santa Maria
| Partido                 | Partido                        | Votos | %               | +/-   |
| ----------------------- | ------------------------------ | ----- | --------------- | ----- |
|                         | Partido Social Democrata       | 239   | 35,89 / 100,00  | -     |
|                         | Partido Socialista             | 206   | 30,93 / 100,00  | 14,81 |
|                         | Partido Popular                | 117   | 17,57 / 100,00  | -     |
|                         | Bloco de Esquerda              | 28    | 4,20 / 100,00   | 2,62  |
|                         | Coligação Democrática Unitária | 21    | 3,15 / 100,00   | 0,94  |
|                         | Movimento Esperança Portugal   | 7     | 1,05 / 100,00   | Novo  |
|                         | Outros                         | 17    | 2,55 / 100,00   |       |
| Votos Inválidos         | Votos Inválidos                | 31    | 4,65 / 100,00   | 2,60  |
| Total                   | Total                          | 666   | 100,00 / 100,00 |       |
| Eleitorado/Participação | Eleitorado/Participação        | 1 587 | 41,97 / 100,00  | 4,34  |

#### Avidos
| Partido                 | Partido                        | Votos | %               | +/-   |
| ----------------------- | ------------------------------ | ----- | --------------- | ----- |
|                         | Partido Social Democrata       | 253   | 34,85 / 100,00  | -     |
|                         | Partido Socialista             | 224   | 30,85 / 100,00  | 23,59 |
|                         | Partido Popular                | 102   | 14,05 / 100,00  | -     |
|                         | Bloco de Esquerda              | 49    | 6,75 / 100,00   | 5,04  |
|                         | Coligação Democrática Unitária | 28    | 3,86 / 100,00   | 2,15  |
|                         | Outros                         | 25    | 3,45 / 100,00   |       |
| Votos Inválidos         | Votos Inválidos                | 45    | 6,20 / 100,00   | 3,98  |
| Total                   | Total                          | 726   | 100,00 / 100,00 |       |
| Eleitorado/Participação | Eleitorado/Participação        | 1 428 | 50,84 / 100,00  | 3,39  |

#### Bairro
| Partido                 | Partido                        | Votos | %               | +/-   |
| ----------------------- | ------------------------------ | ----- | --------------- | ----- |
|                         | Partido Social Democrata       | 510   | 37,75 / 100,00  | -     |
|                         | Partido Socialista             | 433   | 32,05 / 100,00  | 18,70 |
|                         | Partido Popular                | 130   | 9,62 / 100,00   | -     |
|                         | Bloco de Esquerda              | 103   | 7,62 / 100,00   | 4,91  |
|                         | Coligação Democrática Unitária | 90    | 6,66 / 100,00   | 2,90  |
|                         | Outros                         | 32    | 2,36 / 100,00   |       |
| Votos Inválidos         | Votos Inválidos                | 53    | 3,92 / 100,00   | 0,62  |
| Total                   | Total                          | 1 351 | 100,00 / 100,00 |       |
| Eleitorado/Participação | Eleitorado/Participação        | 3 409 | 39,63 / 100,00  | 2,54  |

#### Bente
| Partido                 | Partido                        | Votos | %               | +/-   |
| ----------------------- | ------------------------------ | ----- | --------------- | ----- |
|                         | Partido Social Democrata       | 202   | 51,93 / 100,00  | -     |
|                         | Partido Socialista             | 110   | 28,28 / 100,00  | 17,22 |
|                         | Partido Popular                | 34    | 8,74 / 100,00   | -     |
|                         | Bloco de Esquerda              | 13    | 3,34 / 100,00   | 1,16  |
|                         | Coligação Democrática Unitária | 12    | 3,08 / 100,00   | 0,73  |
|                         | Outros                         | 7     | 1,81 / 100,00   |       |
| Votos Inválidos         | Votos Inválidos                | 11    | 2,83 / 100,00   | 0,92  |
| Total                   | Total                          | 389   | 100,00 / 100,00 |       |
| Eleitorado/Participação | Eleitorado/Participação        | 920   | 42,28 / 100,00  | 1,51  |

#### Brufe
| Partido                 | Partido                        | Votos | %               | +/-   |
| ----------------------- | ------------------------------ | ----- | --------------- | ----- |
|                         | Partido Socialista             | 332   | 36,36 / 100,00  | 16,01 |
|                         | Partido Social Democrata       | 248   | 27,16 / 100,00  | -     |
|                         | Partido Popular                | 152   | 16,65 / 100,00  | -     |
|                         | Coligação Democrática Unitária | 55    | 6,02 / 100,00   | 0,48  |
|                         | Bloco de Esquerda              | 50    | 5,48 / 100,00   | 3,35  |
|                         | PCTP/MRPP                      | 10    | 1,10 / 100,00   | 0,35  |
|                         | Outros                         | 21    | 2,31 / 100,00   |       |
| Votos Inválidos         | Votos Inválidos                | 45    | 4,92 / 100,00   | 1,91  |
| Total                   | Total                          | 913   | 100,00 / 100,00 |       |
| Eleitorado/Participação | Eleitorado/Participação        | 2 105 | 43,37 / 100,00  | 2,66  |

#### Cabeçudos
| Partido                 | Partido                        | Votos | %               | +/-   |
| ----------------------- | ------------------------------ | ----- | --------------- | ----- |
|                         | Partido Socialista             | 150   | 33,41 / 100,00  | 13,89 |
|                         | Partido Social Democrata       | 137   | 30,51 / 100,00  | -     |
|                         | Partido Popular                | 74    | 16,48 / 100,00  | -     |
|                         | Bloco de Esquerda              | 31    | 6,90 / 100,00   | 5,36  |
|                         | Coligação Democrática Unitária | 20    | 4,45 / 100,00   | 1,88  |
|                         | PCTP/MRPP                      | 5     | 1,11 / 100,00   | 1,11  |
|                         | Outros                         | 8     | 1,78 / 100,00   |       |
| Votos Inválidos         | Votos Inválidos                | 24    | 5,34 / 100,00   | 0,57  |
| Total                   | Total                          | 449   | 100,00 / 100,00 |       |
| Eleitorado/Participação | Eleitorado/Participação        | 1 063 | 42,24 / 100,00  | 4,51  |

#### Calendário
| Partido                 | Partido                        | Votos | %               | +/-   |
| ----------------------- | ------------------------------ | ----- | --------------- | ----- |
|                         | Partido Socialista             | 1 230 | 30,90 / 100,00  | 20,73 |
|                         | Partido Social Democrata       | 941   | 23,64 / 100,00  | -     |
|                         | Partido Popular                | 741   | 18,62 / 100,00  | -     |
|                         | Bloco de Esquerda              | 390   | 9,80 / 100,00   | 6,28  |
|                         | Coligação Democrática Unitária | 295   | 7,41 / 100,00   | 1,63  |
|                         | Movimento Esperança Portugal   | 41    | 1,03 / 100,00   | Novo  |
|                         | Outros                         | 122   | 3,07 / 100,00   |       |
| Votos Inválidos         | Votos Inválidos                | 220   | 5,53 / 100,00   | 2,13  |
| Total                   | Total                          | 3 980 | 100,00 / 100,00 |       |
| Eleitorado/Participação | Eleitorado/Participação        | 9 716 | 40,96 / 100,00  | 0,70  |

#### Carreira
| Partido                 | Partido                        | Votos | %               | +/-   |
| ----------------------- | ------------------------------ | ----- | --------------- | ----- |
|                         | Partido Socialista             | 276   | 40,23 / 100,00  | 17,29 |
|                         | Partido Social Democrata       | 185   | 26,97 / 100,00  | -     |
|                         | Partido Popular                | 83    | 12,10 / 100,00  | -     |
|                         | Coligação Democrática Unitária | 52    | 7,58 / 100,00   | 2,01  |
|                         | Bloco de Esquerda              | 50    | 7,29 / 100,00   | 4,50  |
|                         | PCTP/MRPP                      | 7     | 1,02 / 100,00   | 0,37  |
|                         | Outros                         | 8     | 1,18 / 100,00   |       |
| Votos Inválidos         | Votos Inválidos                | 25    | 3,64 / 100,00   | 1,55  |
| Total                   | Total                          | 686   | 100,00 / 100,00 |       |
| Eleitorado/Participação | Eleitorado/Participação        | 1 746 | 39,29 / 100,00  | 4,33  |

#### Castelões
| Partido                 | Partido                        | Votos | %               | +/-   |
| ----------------------- | ------------------------------ | ----- | --------------- | ----- |
|                         | Partido Socialista             | 246   | 36,88 / 100,00  | 18,48 |
|                         | Partido Social Democrata       | 178   | 26,69 / 100,00  | -     |
|                         | Partido Popular                | 100   | 14,99 / 100,00  | -     |
|                         | Bloco de Esquerda              | 49    | 7,35 / 100,00   | 4,58  |
|                         | Coligação Democrática Unitária | 43    | 6,45 / 100,00   | 2,30  |
|                         | Outros                         | 18    | 2,70 / 100,00   |       |
| Votos Inválidos         | Votos Inválidos                | 33    | 4,95 / 100,00   | 1,31  |
| Total                   | Total                          | 667   | 100,00 / 100,00 |       |
| Eleitorado/Participação | Eleitorado/Participação        | 1 674 | 39,84 / 100,00  | 0,13  |

#### Cavalões
| Partido                 | Partido                        | Votos | %               | +/-   |
| ----------------------- | ------------------------------ | ----- | --------------- | ----- |
|                         | Partido Social Democrata       | 227   | 42,75 / 100,00  | -     |
|                         | Partido Socialista             | 118   | 22,22 / 100,00  | 21,98 |
|                         | Partido Popular                | 96    | 18,08 / 100,00  | -     |
|                         | Bloco de Esquerda              | 26    | 4,90 / 100,00   | 3,61  |
|                         | Coligação Democrática Unitária | 16    | 3,01 / 100,00   | 1,17  |
|                         | Outros                         | 17    | 3,19 / 100,00   |       |
| Votos Inválidos         | Votos Inválidos                | 31    | 5,84 / 100,00   | 2,34  |
| Total                   | Total                          | 531   | 100,00 / 100,00 |       |
| Eleitorado/Participação | Eleitorado/Participação        | 1 286 | 41,29 / 100,00  | 6,38  |

#### Cruz
| Partido                 | Partido                        | Votos | %               | +/-   |
| ----------------------- | ------------------------------ | ----- | --------------- | ----- |
|                         | Partido Socialista             | 242   | 31,15 / 100,00  | 15,21 |
|                         | Partido Social Democrata       | 241   | 31,02 / 100,00  | -     |
|                         | Partido Popular                | 113   | 14,54 / 100,00  | -     |
|                         | Bloco de Esquerda              | 64    | 8,24 / 100,00   | 5,30  |
|                         | Coligação Democrática Unitária | 31    | 3,99 / 100,00   | 0,07  |
|                         | Movimento Esperança Portugal   | 9     | 1,16 / 100,00   | Novo  |
|                         | Outros                         | 12    | 1,56 / 100,00   |       |
| Votos Inválidos         | Votos Inválidos                | 65    | 8,37 / 100,00   | 4,17  |
| Total                   | Total                          | 777   | 100,00 / 100,00 |       |
| Eleitorado/Participação | Eleitorado/Participação        | 1 469 | 52,89 / 100,00  | 0,43  |

#### Delães
| Partido                 | Partido                        | Votos | %               | +/-   |
| ----------------------- | ------------------------------ | ----- | --------------- | ----- |
|                         | Partido Socialista             | 660   | 44,50 / 100,00  | 15,91 |
|                         | Partido Social Democrata       | 298   | 20,09 / 100,00  | -     |
|                         | Bloco de Esquerda              | 141   | 9,51 / 100,00   | 5,99  |
|                         | Partido Popular                | 134   | 9,04 / 100,00   | -     |
|                         | Coligação Democrática Unitária | 117   | 7,89 / 100,00   | 1,77  |
|                         | Movimento Esperança Portugal   | 16    | 1,08 / 100,00   | Novo  |
|                         | PCTP/MRPP                      | 16    | 1,08 / 100,00   | 0,47  |
|                         | Outros                         | 23    | 1,55 / 100,00   |       |
| Votos Inválidos         | Votos Inválidos                | 78    | 5,26 / 100,00   | 3,43  |
| Total                   | Total                          | 1 483 | 100,00 / 100,00 |       |
| Eleitorado/Participação | Eleitorado/Participação        | 3 761 | 39,43 / 100,00  | 2,98  |

#### Esmeriz
| Partido                 | Partido                        | Votos | %               | +/-   |
| ----------------------- | ------------------------------ | ----- | --------------- | ----- |
|                         | Partido Social Democrata       | 321   | 39,68 / 100,00  | -     |
|                         | Partido Socialista             | 184   | 22,74 / 100,00  | 12,38 |
|                         | Partido Popular                | 146   | 18,05 / 100,00  | -     |
|                         | Bloco de Esquerda              | 58    | 7,17 / 100,00   | 5,25  |
|                         | Coligação Democrática Unitária | 32    | 3,96 / 100,00   | 1,63  |
|                         | Movimento Esperança Portugal   | 10    | 1,24 / 100,00   | Novo  |
|                         | Outros                         | 9     | 1,10 / 100,00   |       |
| Votos Inválidos         | Votos Inválidos                | 49    | 6,06 / 100,00   | 0,02  |
| Total                   | Total                          | 809   | 100,00 / 100,00 |       |
| Eleitorado/Participação | Eleitorado/Participação        | 1 940 | 41,70 / 100,00  | 0,98  |

#### Fradelos
| Partido                 | Partido                        | Votos | %               | +/-   |
| ----------------------- | ------------------------------ | ----- | --------------- | ----- |
|                         | Partido Social Democrata       | 453   | 40,59 / 100,00  | -     |
|                         | Partido Socialista             | 316   | 28,32 / 100,00  | 20,09 |
|                         | Partido Popular                | 181   | 16,22 / 100,00  | -     |
|                         | Bloco de Esquerda              | 60    | 5,38 / 100,00   | 3,25  |
|                         | Coligação Democrática Unitária | 21    | 1,88 / 100,00   | 0,24  |
|                         | Movimento Esperança Portugal   | 12    | 1,08 / 100,00   | Novo  |
|                         | Outros                         | 11    | 0,99 / 100,00   |       |
| Votos Inválidos         | Votos Inválidos                | 62    | 5,55 / 100,00   | 2,17  |
| Total                   | Total                          | 1 116 | 100,00 / 100,00 |       |
| Eleitorado/Participação | Eleitorado/Participação        | 3 128 | 35,68 / 100,00  | 3,93  |

#### Gavião
| Partido                 | Partido                        | Votos | %               | +/-   |
| ----------------------- | ------------------------------ | ----- | --------------- | ----- |
|                         | Partido Socialista             | 527   | 34,20 / 100,00  | 15,49 |
|                         | Partido Social Democrata       | 431   | 27,97 / 100,00  | -     |
|                         | Partido Popular                | 247   | 16,03 / 100,00  | -     |
|                         | Bloco de Esquerda              | 125   | 8,11 / 100,00   | 4,59  |
|                         | Coligação Democrática Unitária | 68    | 4,41 / 100,00   | 0,82  |
|                         | Outros                         | 46    | 2,97 / 100,00   |       |
| Votos Inválidos         | Votos Inválidos                | 97    | 6,29 / 100,00   | 3,32  |
| Total                   | Total                          | 1 541 | 100,00 / 100,00 |       |
| Eleitorado/Participação | Eleitorado/Participação        | 3 582 | 43,02 / 100,00  | 1,38  |

#### Gondifelos
| Partido                 | Partido                        | Votos | %               | +/-   |
| ----------------------- | ------------------------------ | ----- | --------------- | ----- |
|                         | Partido Social Democrata       | 294   | 35,38 / 100,00  | -     |
|                         | Partido Popular                | 208   | 25,03 / 100,00  | -     |
|                         | Partido Socialista             | 199   | 23,95 / 100,00  | 11,64 |
|                         | Bloco de Esquerda              | 40    | 4,81 / 100,00   | 3,90  |
|                         | Coligação Democrática Unitária | 21    | 2,53 / 100,00   | 0,08  |
|                         | Outros                         | 21    | 2,52 / 100,00   |       |
| Votos Inválidos         | Votos Inválidos                | 48    | 5,78 / 100,00   | 3,96  |
| Total                   | Total                          | 831   | 100,00 / 100,00 |       |
| Eleitorado/Participação | Eleitorado/Participação        | 2 074 | 40,07 / 100,00  | 4,76  |

#### Jesufrei
| Partido                 | Partido                        | Votos | %               | +/-   |
| ----------------------- | ------------------------------ | ----- | --------------- | ----- |
|                         | Partido Social Democrata       | 82    | 29,39 / 100,00  | -     |
|                         | Partido Socialista             | 70    | 25,09 / 100,00  | 21,45 |
|                         | Partido Popular                | 50    | 17,92 / 100,00  | -     |
|                         | Bloco de Esquerda              | 19    | 6,81 / 100,00   | 3,12  |
|                         | Coligação Democrática Unitária | 18    | 6,45 / 100,00   | 0,92  |
|                         | Movimento Esperança Portugal   | 9     | 3,23 / 100,00   | Novo  |
|                         | PCTP/MRPP                      | 3     | 1,08 / 100,00   | 1,08  |
|                         | Movimento Mérito e Sociedade   | 3     | 1,08 / 100,00   | Novo  |
|                         | Outros                         | 5     | 1,80 / 100,00   |       |
| Votos Inválidos         | Votos Inválidos                | 20    | 7,17 / 100,00   | 0,26  |
| Total                   | Total                          | 279   | 100,00 / 100,00 |       |
| Eleitorado/Participação | Eleitorado/Participação        | 597   | 46,73 / 100,00  | 7,42  |

#### Joane
| Partido                 | Partido                        | Votos | %               | +/-   |
| ----------------------- | ------------------------------ | ----- | --------------- | ----- |
|                         | Partido Popular                | 943   | 29,19 / 100,00  | -     |
|                         | Partido Socialista             | 937   | 29,00 / 100,00  | 20,50 |
|                         | Partido Social Democrata       | 743   | 23,00 / 100,00  | -     |
|                         | Bloco de Esquerda              | 212   | 6,56 / 100,00   | 2,60  |
|                         | Coligação Democrática Unitária | 164   | 5,08 / 100,00   | 1,02  |
|                         | Movimento Esperança Portugal   | 44    | 1,36 / 100,00   | Novo  |
|                         | Outros                         | 67    | 2,08 / 100,00   |       |
| Votos Inválidos         | Votos Inválidos                | 121   | 3,74 / 100,00   | 2,19  |
| Total                   | Total                          | 3 231 | 100,00 / 100,00 |       |
| Eleitorado/Participação | Eleitorado/Participação        | 6 653 | 48,56 / 100,00  | 0,39  |

#### Lagoa
| Partido                 | Partido                        | Votos | %               | +/-   |
| ----------------------- | ------------------------------ | ----- | --------------- | ----- |
|                         | Partido Socialista             | 132   | 33,08 / 100,00  | 14,01 |
|                         | Partido Social Democrata       | 128   | 32,08 / 100,00  | -     |
|                         | Partido Popular                | 51    | 12,78 / 100,00  | -     |
|                         | Coligação Democrática Unitária | 26    | 6,52 / 100,00   | 1,26  |
|                         | Bloco de Esquerda              | 25    | 6,27 / 100,00   | 4,33  |
|                         | PCTP/MRPP                      | 5     | 1,25 / 100,00   | 0,14  |
|                         | Movimento Esperança Portugal   | 4     | 1,00 / 100,00   | Novo  |
|                         | Outros                         | 5     | 1,25 / 100,00   |       |
| Votos Inválidos         | Votos Inválidos                | 23    | 5,76 / 100,00   | 2,99  |
| Total                   | Total                          | 399   | 100,00 / 100,00 |       |
| Eleitorado/Participação | Eleitorado/Participação        | 783   | 50,96 / 100,00  | 3,48  |

#### Landim
| Partido                 | Partido                        | Votos | %               | +/-   |
| ----------------------- | ------------------------------ | ----- | --------------- | ----- |
|                         | Partido Socialista             | 375   | 37,54 / 100,00  | 14,00 |
|                         | Partido Social Democrata       | 301   | 30,13 / 100,00  | -     |
|                         | Partido Popular                | 146   | 14,61 / 100,00  | -     |
|                         | Bloco de Esquerda              | 61    | 6,11 / 100,00   | 5,05  |
|                         | Coligação Democrática Unitária | 34    | 3,40 / 100,00   | 1,70  |
|                         | Outros                         | 33    | 3,30 / 100,00   |       |
| Votos Inválidos         | Votos Inválidos                | 49    | 4,90 / 100,00   | 1,83  |
| Total                   | Total                          | 999   | 100,00 / 100,00 |       |
| Eleitorado/Participação | Eleitorado/Participação        | 2 786 | 35,86 / 100,00  | 2,18  |

#### Lemenhe
| Partido                 | Partido                        | Votos | %               | +/-   |
| ----------------------- | ------------------------------ | ----- | --------------- | ----- |
|                         | Partido Socialista             | 190   | 34,17 / 100,00  | 14,29 |
|                         | Partido Social Democrata       | 141   | 25,36 / 100,00  | -     |
|                         | Partido Popular                | 102   | 18,35 / 100,00  | -     |
|                         | Bloco de Esquerda              | 52    | 9,35 / 100,00   | 6,46  |
|                         | Coligação Democrática Unitária | 23    | 4,14 / 100,00   | 1,97  |
|                         | Movimento Esperança Portugal   | 9     | 1,62 / 100,00   | Novo  |
|                         | Outros                         | 15    | 2,70 / 100,00   |       |
| Votos Inválidos         | Votos Inválidos                | 24    | 4,32 / 100,00   | 1,43  |
| Total                   | Total                          | 556   | 100,00 / 100,00 |       |
| Eleitorado/Participação | Eleitorado/Participação        | 1 211 | 45,91 / 100,00  | 0,56  |

#### Louro
| Partido                 | Partido                        | Votos | %               | +/-   |
| ----------------------- | ------------------------------ | ----- | --------------- | ----- |
|                         | Partido Socialista             | 297   | 32,04 / 100,00  | 15,55 |
|                         | Partido Social Democrata       | 287   | 30,96 / 100,00  | -     |
|                         | Partido Popular                | 162   | 17,48 / 100,00  | -     |
|                         | Bloco de Esquerda              | 45    | 4,85 / 100,00   | 2,75  |
|                         | Coligação Democrática Unitária | 33    | 3,56 / 100,00   | 1,46  |
|                         | Movimento Esperança Portugal   | 15    | 1,62 / 100,00   | Novo  |
|                         | Outros                         | 19    | 2,06 / 100,00   |       |
| Votos Inválidos         | Votos Inválidos                | 69    | 7,44 / 100,00   | 5,24  |
| Total                   | Total                          | 927   | 100,00 / 100,00 |       |
| Eleitorado/Participação | Eleitorado/Participação        | 2 127 | 43,58 / 100,00  | 3,37  |

#### Lousado
| Partido                 | Partido                        | Votos | %               | +/-   |
| ----------------------- | ------------------------------ | ----- | --------------- | ----- |
|                         | Partido Socialista             | 447   | 34,65 / 100,00  | 26,89 |
|                         | Partido Social Democrata       | 356   | 27,60 / 100,00  | -     |
|                         | Partido Popular                | 150   | 11,63 / 100,00  | -     |
|                         | Bloco de Esquerda              | 136   | 10,54 / 100,00  | 7,99  |
|                         | Coligação Democrática Unitária | 74    | 5,74 / 100,00   | 2,08  |
|                         | Movimento Esperança Portugal   | 14    | 1,09 / 100,00   | Novo  |
|                         | Outros                         | 29    | 2,25 / 100,00   |       |
| Votos Inválidos         | Votos Inválidos                | 84    | 6,52 / 100,00   | 4,05  |
| Total                   | Total                          | 1 290 | 100,00 / 100,00 |       |
| Eleitorado/Participação | Eleitorado/Participação        | 3 318 | 38,88 / 100,00  | 3,91  |

#### Mogege
| Partido                 | Partido                        | Votos | %               | +/-   |
| ----------------------- | ------------------------------ | ----- | --------------- | ----- |
|                         | Partido Socialista             | 219   | 32,21 / 100,00  | 18,66 |
|                         | Partido Social Democrata       | 187   | 27,50 / 100,00  | -     |
|                         | Partido Popular                | 128   | 18,82 / 100,00  | -     |
|                         | Bloco de Esquerda              | 50    | 7,35 / 100,00   | 4,05  |
|                         | Coligação Democrática Unitária | 43    | 6,32 / 100,00   | 1,29  |
|                         | PCTP/MRPP                      | 16    | 2,35 / 100,00   | 1,66  |
|                         | Outros                         | 16    | 2,35 / 100,00   |       |
| Votos Inválidos         | Votos Inválidos                | 21    | 3,09 / 100,00   | 1,36  |
| Total                   | Total                          | 680   | 100,00 / 100,00 |       |
| Eleitorado/Participação | Eleitorado/Participação        | 1 693 | 40,17 / 100,00  | 2,37  |

#### Mouqim
| Partido                 | Partido                        | Votos | %               | +/-   |
| ----------------------- | ------------------------------ | ----- | --------------- | ----- |
|                         | Partido Social Democrata       | 232   | 41,13 / 100,00  | -     |
|                         | Partido Socialista             | 122   | 21,63 / 100,00  | 15,47 |
|                         | Partido Popular                | 121   | 21,45 / 100,00  | -     |
|                         | Bloco de Esquerda              | 34    | 6,03 / 100,00   | 3,77  |
|                         | Coligação Democrática Unitária | 17    | 3,01 / 100,00   | 1,50  |
|                         | Outros                         | 12    | 2,13 / 100,00   |       |
| Votos Inválidos         | Votos Inválidos                | 26    | 4,61 / 100,00   | 1,79  |
| Total                   | Total                          | 564   | 100,00 / 100,00 |       |
| Eleitorado/Participação | Eleitorado/Participação        | 1 166 | 48,37 / 100,00  | 2,36  |

#### Nine
| Partido                 | Partido                        | Votos | %               | +/-   |
| ----------------------- | ------------------------------ | ----- | --------------- | ----- |
|                         | Partido Social Democrata       | 356   | 33,84 / 100,00  | -     |
|                         | Partido Socialista             | 336   | 31,94 / 100,00  | 18,06 |
|                         | Partido Popular                | 150   | 14,26 / 100,00  | -     |
|                         | Bloco de Esquerda              | 86    | 8,17 / 100,00   | 5,72  |
|                         | Coligação Democrática Unitária | 39    | 3,71 / 100,00   | 0,85  |
|                         | Outros                         | 33    | 3,15 / 100,00   |       |
| Votos Inválidos         | Votos Inválidos                | 52    | 4,94 / 100,00   | 1,77  |
| Total                   | Total                          | 1 052 | 100,00 / 100,00 |       |
| Eleitorado/Participação | Eleitorado/Participação        | 2 488 | 42,28 / 100,00  | 3,12  |

#### Novais
| Partido                 | Partido                        | Votos | %               | +/-   |
| ----------------------- | ------------------------------ | ----- | --------------- | ----- |
|                         | Partido Socialista             | 182   | 41,94 / 100,00  | 25,17 |
|                         | Partido Social Democrata       | 103   | 23,73 / 100,00  | -     |
|                         | Bloco de Esquerda              | 55    | 12,67 / 100,00  | 11,33 |
|                         | Partido Popular                | 33    | 7,60 / 100,00   | -     |
|                         | Coligação Democrática Unitária | 23    | 5,30 / 100,00   | 1,02  |
|                         | PCTP/MRPP                      | 9     | 2,07 / 100,00   | 2,07  |
|                         | Outros                         | 10    | 2,30 / 100,00   |       |
| Votos Inválidos         | Votos Inválidos                | 19    | 4,37 / 100,00   | 3,30  |
| Total                   | Total                          | 434   | 100,00 / 100,00 |       |
| Eleitorado/Participação | Eleitorado/Participação        | 918   | 47,28 / 100,00  | 1,35  |

#### Oliveira Santa Maria
| Partido                 | Partido                        | Votos | %               | +/-   |
| ----------------------- | ------------------------------ | ----- | --------------- | ----- |
|                         | Partido Socialista             | 440   | 32,69 / 100,00  | 22,85 |
|                         | Partido Social Democrata       | 382   | 28,38 / 100,00  | -     |
|                         | Bloco de Esquerda              | 173   | 12,85 / 100,00  | 9,79  |
|                         | Partido Popular                | 133   | 9,88 / 100,00   | -     |
|                         | Coligação Democrática Unitária | 99    | 7,36 / 100,00   | 0,43  |
|                         | PCTP/MRPP                      | 18    | 1,34 / 100,00   | 0,26  |
|                         | Movimento Esperança Portugal   | 17    | 1,26 / 100,00   | Novo  |
|                         | Outros                         | 31    | 2,30 / 100,00   |       |
| Votos Inválidos         | Votos Inválidos                | 53    | 3,93 / 100,00   | 1,32  |
| Total                   | Total                          | 1 346 | 100,00 / 100,00 |       |
| Eleitorado/Participação | Eleitorado/Participação        | 3 286 | 40,96 / 100,00  | 1,79  |

#### Oliveira São Mateus
| Partido                 | Partido                        | Votos | %               | +/-   |
| ----------------------- | ------------------------------ | ----- | --------------- | ----- |
|                         | Partido Socialista             | 396   | 34,38 / 100,00  | 18,22 |
|                         | Partido Social Democrata       | 279   | 24,22 / 100,00  | -     |
|                         | Coligação Democrática Unitária | 159   | 13,80 / 100,00  | 3,32  |
|                         | Partido Popular                | 125   | 10,85 / 100,00  | -     |
|                         | Bloco de Esquerda              | 89    | 7,73 / 100,00   | 4,61  |
|                         | PCTP/MRPP                      | 22    | 1,91 / 100,00   | 0,26  |
|                         | Outros                         | 27    | 2,35 / 100,00   |       |
| Votos Inválidos         | Votos Inválidos                | 55    | 4,78 / 100,00   | 2,14  |
| Total                   | Total                          | 1 152 | 100,00 / 100,00 |       |
| Eleitorado/Participação | Eleitorado/Participação        | 2 572 | 44,79 / 100,00  | 1,26  |

#### Outiz
| Partido                 | Partido                        | Votos | %               | +/-   |
| ----------------------- | ------------------------------ | ----- | --------------- | ----- |
|                         | Partido Social Democrata       | 122   | 37,54 / 100,00  | -     |
|                         | Partido Socialista             | 79    | 24,31 / 100,00  | 20,38 |
|                         | Partido Popular                | 60    | 18,46 / 100,00  | -     |
|                         | Bloco de Esquerda              | 18    | 5,54 / 100,00   | 3,80  |
|                         | Coligação Democrática Unitária | 17    | 5,23 / 100,00   | 2,80  |
|                         | Movimento Esperança Portugal   | 5     | 1,54 / 100,00   | Novo  |
|                         | PCTP/MRPP                      | 4     | 1,23 / 100,00   | 0,54  |
|                         | Outros                         | 4     | 1,24 / 100,00   |       |
| Votos Inválidos         | Votos Inválidos                | 16    | 4,93 / 100,00   | 1,60  |
| Total                   | Total                          | 325   | 100,00 / 100,00 |       |
| Eleitorado/Participação | Eleitorado/Participação        | 767   | 42,37 / 100,00  | 1,34  |

#### Pedome
| Partido                 | Partido                        | Votos | %               | +/-   |
| ----------------------- | ------------------------------ | ----- | --------------- | ----- |
|                         | Partido Socialista             | 327   | 37,41 / 100,00  | 19,81 |
|                         | Partido Social Democrata       | 196   | 22,43 / 100,00  | -     |
|                         | Coligação Democrática Unitária | 122   | 13,96 / 100,00  | 7,08  |
|                         | Bloco de Esquerda              | 83    | 9,50 / 100,00   | 7,75  |
|                         | Partido Popular                | 70    | 8,01 / 100,00   | -     |
|                         | PCTP/MRPP                      | 13    | 1,49 / 100,00   | 0,40  |
|                         | Movimento Esperança Portugal   | 12    | 1,37 / 100,00   | Novo  |
|                         | Outros                         | 16    | 1,82 / 100,00   |       |
| Votos Inválidos         | Votos Inválidos                | 35    | 4,00 / 100,00   | 1,85  |
| Total                   | Total                          | 874   | 100,00 / 100,00 |       |
| Eleitorado/Participação | Eleitorado/Participação        | 2 183 | 40,04 / 100,00  | 2,43  |

#### Portela
| Partido                 | Partido                        | Votos | %               | +/-   |
| ----------------------- | ------------------------------ | ----- | --------------- | ----- |
|                         | Partido Socialista             | 76    | 30,52 / 100,00  | 10,05 |
|                         | Partido Social Democrata       | 62    | 24,90 / 100,00  | -     |
|                         | Partido Popular                | 50    | 20,08 / 100,00  | -     |
|                         | Bloco de Esquerda              | 14    | 5,62 / 100,00   | 4,39  |
|                         | Coligação Democrática Unitária | 14    | 5,62 / 100,00   | 3,57  |
|                         | Movimento Esperança Portugal   | 5     | 2,01 / 100,00   | Novo  |
|                         | PCTP/MRPP                      | 3     | 1,20 / 100,00   | 0,85  |
|                         | Outros                         | 6     | 2,40 / 100,00   |       |
| Votos Inválidos         | Votos Inválidos                | 19    | 7,63 / 100,00   | 3,53  |
| Total                   | Total                          | 249   | 100,00 / 100,00 |       |
| Eleitorado/Participação | Eleitorado/Participação        | 579   | 43,01 / 100,00  | 3,82  |

#### Pousada de Saramagos
| Partido                 | Partido                        | Votos | %               | +/-   |
| ----------------------- | ------------------------------ | ----- | --------------- | ----- |
|                         | Partido Socialista             | 330   | 36,87 / 100,00  | 19,91 |
|                         | Partido Social Democrata       | 207   | 23,13 / 100,00  | -     |
|                         | Partido Popular                | 152   | 17,32 / 100,00  | -     |
|                         | Bloco de Esquerda              | 77    | 8,60 / 100,00   | 5,45  |
|                         | Coligação Democrática Unitária | 61    | 6,82 / 100,00   | 1,61  |
|                         | PCTP/MRPP                      | 15    | 1,68 / 100,00   | 0,71  |
|                         | Movimento Esperança Portugal   | 10    | 1,12 / 100,00   | Novo  |
|                         | Outros                         | 12    | 1,35 / 100,00   |       |
| Votos Inválidos         | Votos Inválidos                | 28    | 3,12 / 100,00   | 0,69  |
| Total                   | Total                          | 895   | 100,00 / 100,00 |       |
| Eleitorado/Participação | Eleitorado/Participação        | 1 981 | 45,18 / 100,00  | 1,06  |

#### Requião
| Partido                 | Partido                        | Votos | %               | +/-   |
| ----------------------- | ------------------------------ | ----- | --------------- | ----- |
|                         | Partido Social Democrata       | 426   | 33,36 / 100,00  | -     |
|                         | Partido Socialista             | 346   | 27,09 / 100,00  | 17,15 |
|                         | Partido Popular                | 249   | 19,50 / 100,00  | -     |
|                         | Bloco de Esquerda              | 100   | 7,83 / 100,00   | 5,29  |
|                         | Coligação Democrática Unitária | 56    | 4,39 / 100,00   | 1,56  |
|                         | Outros                         | 47    | 3,68 / 100,00   |       |
| Votos Inválidos         | Votos Inválidos                | 53    | 4,15 / 100,00   | 0,92  |
| Total                   | Total                          | 1 277 | 100,00 / 100,00 |       |
| Eleitorado/Participação | Eleitorado/Participação        | 2 836 | 45,03 / 100,00  | 4,00  |

#### Riba de Ave
| Partido                 | Partido                        | Votos | %               | +/-   |
| ----------------------- | ------------------------------ | ----- | --------------- | ----- |
|                         | Partido Socialista             | 513   | 33,51 / 100,00  | 16,42 |
|                         | Partido Social Democrata       | 396   | 25,87 / 100,00  | -     |
|                         | Coligação Democrática Unitária | 222   | 14,50 / 100,00  | 0,89  |
|                         | Bloco de Esquerda              | 196   | 12,80 / 100,00  | 7,57  |
|                         | Partido Popular                | 110   | 7,18 / 100,00   | -     |
|                         | PCTP/MRPP                      | 22    | 1,44 / 100,00   | 0,56  |
|                         | Outros                         | 22    | 1,44 / 100,00   |       |
| Votos Inválidos         | Votos Inválidos                | 50    | 3,26 / 100,00   | 1,94  |
| Total                   | Total                          | 1 531 | 100,00 / 100,00 |       |
| Eleitorado/Participação | Eleitorado/Participação        | 3 420 | 44,77 / 100,00  | 2,01  |

#### Ribeirão
| Partido                 | Partido                        | Votos | %               | +/-   |
| ----------------------- | ------------------------------ | ----- | --------------- | ----- |
|                         | Partido Social Democrata       | 1 253 | 42,62 / 100,00  | -     |
|                         | Partido Socialista             | 697   | 23,71 / 100,00  | 16,84 |
|                         | Partido Popular                | 436   | 14,83 / 100,00  | -     |
|                         | Bloco de Esquerda              | 182   | 6,19 / 100,00   | 4,32  |
|                         | Coligação Democrática Unitária | 88    | 2,99 / 100,00   | 0,92  |
|                         | Outros                         | 106   | 3,60 / 100,00   |       |
| Votos Inválidos         | Votos Inválidos                | 178   | 6,06 / 100,00   | 1,81  |
| Total                   | Total                          | 2 940 | 100,00 / 100,00 |       |
| Eleitorado/Participação | Eleitorado/Participação        | 7 180 | 40,95 / 100,00  | 1,10  |

#### Ruivães
| Partido                 | Partido                        | Votos | %               | +/-   |
| ----------------------- | ------------------------------ | ----- | --------------- | ----- |
|                         | Partido Socialista             | 390   | 46,93 / 100,00  | 18,23 |
|                         | Partido Social Democrata       | 181   | 21,78 / 100,00  | -     |
|                         | Partido Popular                | 93    | 11,19 / 100,00  | -     |
|                         | Bloco de Esquerda              | 52    | 6,26 / 100,00   | 3,83  |
|                         | Coligação Democrática Unitária | 45    | 5,42 / 100,00   | 2,33  |
|                         | Outros                         | 32    | 3,84 / 100,00   |       |
| Votos Inválidos         | Votos Inválidos                | 38    | 4,57 / 100,00   | 2,81  |
| Total                   | Total                          | 831   | 100,00 / 100,00 |       |
| Eleitorado/Participação | Eleitorado/Participação        | 2 057 | 40,40 / 100,00  | 5,62  |

#### Seide São Miguel
| Partido                 | Partido                        | Votos | %               | +/-   |
| ----------------------- | ------------------------------ | ----- | --------------- | ----- |
|                         | Partido Social Democrata       | 150   | 32,82 / 100,00  | -     |
|                         | Partido Socialista             | 133   | 29,10 / 100,00  | 12,55 |
|                         | Partido Popular                | 81    | 17,72 / 100,00  | -     |
|                         | Bloco de Esquerda              | 36    | 7,88 / 100,00   | 5,31  |
|                         | Coligação Democrática Unitária | 12    | 2,63 / 100,00   | 1,23  |
|                         | Movimento Esperança Portugal   | 8     | 1,75 / 100,00   | Novo  |
|                         | Outros                         | 10    | 2,20 / 100,00   |       |
| Votos Inválidos         | Votos Inválidos                | 27    | 5,91 / 100,00   | 3,57  |
| Total                   | Total                          | 457   | 100,00 / 100,00 |       |
| Eleitorado/Participação | Eleitorado/Participação        | 1 085 | 42,12 / 100,00  | 1,26  |

#### Seide São Paio
| Partido                 | Partido                        | Votos | %               | +/-   |
| ----------------------- | ------------------------------ | ----- | --------------- | ----- |
|                         | Partido Social Democrata       | 44    | 27,50 / 100,00  | -     |
|                         | Partido Socialista             | 42    | 26,25 / 100,00  | 23,43 |
|                         | Partido Popular                | 40    | 25,00 / 100,00  | -     |
|                         | Bloco de Esquerda              | 15    | 9,38 / 100,00   | 7,44  |
|                         | Coligação Democrática Unitária | 6     | 3,75 / 100,00   | 0,52  |
|                         | Partido da Terra               | 2     | 1,25 / 100,00   | 1,25  |
|                         | Outros                         | 2     | 1,26 / 100,00   |       |
| Votos Inválidos         | Votos Inválidos                | 9     | 5,63 / 100,00   | 3,04  |
| Total                   | Total                          | 160   | 100,00 / 100,00 |       |
| Eleitorado/Participação | Eleitorado/Participação        | 390   | 41,03 / 100,00  | 3,68  |

#### Sezures
| Partido                 | Partido                        | Votos | %               | +/-   |
| ----------------------- | ------------------------------ | ----- | --------------- | ----- |
|                         | Partido Social Democrata       | 70    | 27,13 / 100,00  | -     |
|                         | Partido Socialista             | 52    | 20,16 / 100,00  | 29,59 |
|                         | Coligação Democrática Unitária | 50    | 19,38 / 100,00  | 15,40 |
|                         | Partido Popular                | 35    | 13,57 / 100,00  | -     |
|                         | Bloco de Esquerda              | 24    | 9,30 / 100,00   | 7,31  |
|                         | Movimento Mérito e Sociedade   | 11    | 4,26 / 100,00   | Novo  |
|                         | PCTP/MRPP                      | 3     | 1,16 / 100,00   | 0,33  |
|                         | Outros                         | 3     | 1,17 / 100,00   |       |
| Votos Inválidos         | Votos Inválidos                | 10    | 3,88 / 100,00   | 2,88  |
| Total                   | Total                          | 258   | 100,00 / 100,00 |       |
| Eleitorado/Participação | Eleitorado/Participação        | 538   | 47,96 / 100,00  | 9,45  |

#### Telhado
| Partido                 | Partido                        | Votos | %               | +/-   |
| ----------------------- | ------------------------------ | ----- | --------------- | ----- |
|                         | Partido Social Democrata       | 207   | 31,65 / 100,00  | -     |
|                         | Partido Socialista             | 198   | 30,28 / 100,00  | 13,27 |
|                         | Partido Popular                | 130   | 19,88 / 100,00  | -     |
|                         | Bloco de Esquerda              | 31    | 4,74 / 100,00   | 2,23  |
|                         | Coligação Democrática Unitária | 28    | 4,28 / 100,00   | 0,70  |
|                         | Movimento Esperança Portugal   | 14    | 2,14 / 100,00   | Novo  |
|                         | Outros                         | 23    | 3,52 / 100,00   |       |
| Votos Inválidos         | Votos Inválidos                | 23    | 3,52 / 100,00   | 0,47  |
| Total                   | Total                          | 654   | 100,00 / 100,00 |       |
| Eleitorado/Participação | Eleitorado/Participação        | 1 554 | 42,08 / 100,00  | 2,87  |

#### Vale São Cosme
| Partido                 | Partido                        | Votos | %               | +/-   |
| ----------------------- | ------------------------------ | ----- | --------------- | ----- |
|                         | Partido Social Democrata       | 388   | 33,98 / 100,00  | -     |
|                         | Partido Socialista             | 279   | 24,43 / 100,00  | 16,14 |
|                         | Partido Popular                | 247   | 21,63 / 100,00  | -     |
|                         | Bloco de Esquerda              | 63    | 5,52 / 100,00   | 2,90  |
|                         | Coligação Democrática Unitária | 55    | 4,82 / 100,00   | 0,48  |
|                         | PCTP/MRPP                      | 16    | 1,40 / 100,00   | 0,49  |
|                         | Outros                         | 33    | 2,90 / 100,00   |       |
| Votos Inválidos         | Votos Inválidos                | 61    | 5,34 / 100,00   | 3,11  |
| Total                   | Total                          | 1 142 | 100,00 / 100,00 |       |
| Eleitorado/Participação | Eleitorado/Participação        | 2 692 | 42,42 / 100,00  | 0,30  |

#### Vale São Martinho
| Partido                 | Partido                        | Votos | %               | +/-   |
| ----------------------- | ------------------------------ | ----- | --------------- | ----- |
|                         | Partido Social Democrata       | 249   | 30,33 / 100,00  | -     |
|                         | Partido Socialista             | 223   | 27,16 / 100,00  | 19,67 |
|                         | Partido Popular                | 165   | 20,10 / 100,00  | -     |
|                         | Bloco de Esquerda              | 53    | 6,46 / 100,00   | 4,01  |
|                         | Coligação Democrática Unitária | 27    | 3,29 / 100,00   | 1,70  |
|                         | PCTP/MRPP                      | 9     | 1,10 / 100,00   | 0,05  |
|                         | Outros                         | 24    | 2,93 / 100,00   |       |
| Votos Inválidos         | Votos Inválidos                | 71    | 8,64 / 100,00   | 3,90  |
| Total                   | Total                          | 821   | 100,00 / 100,00 |       |
| Eleitorado/Participação | Eleitorado/Participação        | 1 728 | 47,51 / 100,00  | 0,78  |

#### Vermoim
| Partido                 | Partido                        | Votos | %               | +/-   |
| ----------------------- | ------------------------------ | ----- | --------------- | ----- |
|                         | Partido Socialista             | 374   | 32,78 / 100,00  | 19,99 |
|                         | Partido Social Democrata       | 351   | 30,76 / 100,00  | -     |
|                         | Partido Popular                | 162   | 14,20 / 100,00  | -     |
|                         | Bloco de Esquerda              | 90    | 7,89 / 100,00   | 5,17  |
|                         | Coligação Democrática Unitária | 74    | 6,49 / 100,00   | 2,73  |
|                         | PCTP/MRPP                      | 15    | 1,31 / 100,00   | 0,37  |
|                         | Outros                         | 19    | 1,67 / 100,00   |       |
| Votos Inválidos         | Votos Inválidos                | 56    | 4,91 / 100,00   | 2,56  |
| Total                   | Total                          | 1 141 | 100,00 / 100,00 |       |
| Eleitorado/Participação | Eleitorado/Participação        | 2 680 | 42,57 / 100,00  | 1,58  |

#### Vila Nova de Famalicão
| Partido                 | Partido                        | Votos | %               | +/-   |
| ----------------------- | ------------------------------ | ----- | --------------- | ----- |
|                         | Partido Social Democrata       | 928   | 30,92 / 100,00  | -     |
|                         | Partido Socialista             | 719   | 23,96 / 100,00  | 15,46 |
|                         | Partido Popular                | 659   | 21,96 / 100,00  | -     |
|                         | Bloco de Esquerda              | 281   | 9,36 / 100,00   | 4,92  |
|                         | Coligação Democrática Unitária | 140   | 4,67 / 100,00   | 0,73  |
|                         | Movimento Esperança Portugal   | 39    | 1,30 / 100,00   | Novo  |
|                         | Outros                         | 76    | 2,53 / 100,00   |       |
| Votos Inválidos         | Votos Inválidos                | 159   | 5,30 / 100,00   | 0,48  |
| Total                   | Total                          | 3 001 | 100,00 / 100,00 |       |
| Eleitorado/Participação | Eleitorado/Participação        | 6 589 | 45,55 / 100,00  | 1,28  |

#### Vilarinho das Cambas
| Partido                 | Partido                        | Votos | %               | +/-  |
| ----------------------- | ------------------------------ | ----- | --------------- | ---- |
|                         | Partido Social Democrata       | 206   | 43,19 / 100,00  | -    |
|                         | Partido Popular                | 100   | 20,96 / 100,00  | -    |
|                         | Partido Socialista             | 92    | 19,29 / 100,00  | 8,64 |
|                         | Bloco de Esquerda              | 26    | 5,45 / 100,00   | 4,67 |
|                         | Coligação Democrática Unitária | 11    | 2,31 / 100,00   | 1,53 |
|                         | PCTP/MRPP                      | 7     | 1,47 / 100,00   | 1,27 |
|                         | Outros                         | 8     | 1,68 / 100,00   |      |
| Votos Inválidos         | Votos Inválidos                | 27    | 5,66 / 100,00   | 3,90 |
| Total                   | Total                          | 477   | 100,00 / 100,00 |      |
| Eleitorado/Participação | Eleitorado/Participação        | 1 046 | 45,60 / 100,00  | 8,07 |